# Vodice pri Kalobju
Vodice pri Kalobju este o localitate din comuna Šentjur, Slovenia, cu o populație de 76 de locuitori.